# Учали
Учали (на башкирски: Учалы) е град, административен център на Учалински район, автономна република Башкирия, Русия. Населението му към 1 януари 2018 година е 37 933 души.